# AC Goianiense

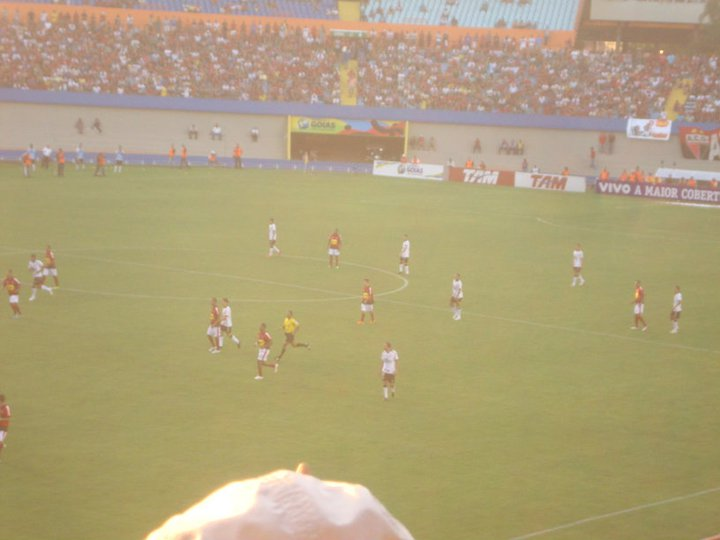
Un meci dintre Atlético Goianense și Corinthians

Atlético Clube Goianiense, cunoscut uzual ca Atlético Goianiense sau simplu Atlético, este un club de fotbal din orașul Goiânia, statul Goiás, Brazilia care evoluează în Campeonato Brasileiro da Série A. Atlético Goianiense este cel mai vechi club de fotbal din Goiânia și prima echipă din stat care a câștigat o competiție națională, Série C. În 2010, Atlético Goianiense a revenit în prima ligă a Braziliei, Série A, după o absență de 23 de ani.

## Palmares
- Série C: 2

1990, 2008
- Campeonato Goiano: 13

1944, 1947, 1949, 1955, 1957, 1964, 1970, 1985, 1988, 2007, 2010, 2011, 2014
- Torneio da Integração Nacional: 1

1971

## Antrenori
- Arthur Neto (2006–2007)
- Edson Gaúcho (2007)
- Flávio Lopes (2007–2008)
- Zé Teodoro (Feb 2008–Dec 08)
- Mauro Fernandes (May 2008–2009)
- Paulo César Gusmão (2009)
- Mauro Fernandes (2009)
- Arthur Neto (2009–2010)
- Geninho (2010)
- Roberto Fernandes (2010)
- René Simões (2010-2011)
- Paulo César Gusmão (2011)
- Jairo Araújo (interim) (2011)
- Hélio dos Anjos (Aug 2011–2012)
- Jairo Araújo (interim) (2012)
- Adílson Batista (2012)
- Hélio dos Anjos (2012)
- Jairo Araújo (interim) (2012)
- Arthur Neto (2012)
- Jairo Araújo (2012–2013)
- Waldemar Lemos (2013)
- René Simões (2013)
- Paulo César Gusmão (2013)
- Gilberto Pereira (2013)
- Marcelo Martelotte (2014)
- Hélio dos Anjos (2014)
- Wagner Lopes (2014)
- Marcelo Chamusca (2015)
- Marcelo Martelotte (2015-)